# Wayne McCarney
Wayne McCarney (né le 30 juin 1966 à Colac) est un coureur cycliste australien. Spécialiste de la piste, il a obtenu la médaille de bronze aux Jeux olympiques de 1988 en poursuite par équipes ainsi que les médailles d'or du 10 miles et de la poursuite par équipes lors des Jeux du Commonwealth de 1986.

## Palmarès

### Jeux olympiques
- Séoul 1988
  -  Médaille de bronze de la poursuite par équipes (avec Scott McGrory, Dean Woods, Brett Dutton et Stephen McGlede)

### Jeux du Commonwealth
- 1986
  -  Médaille d'or de la poursuite par équipes (avec Glenn Clarke, Brett Dutton, Dean Woods)
  -  Médaille d'or du 10 miles

### Championnats d'Australie
- 1986
  - 3e de l'américaine (avec Michael Turtur)
- 1993
  - 2e de l'américaine (avec Tony Davis)